# 茨沃豪湖

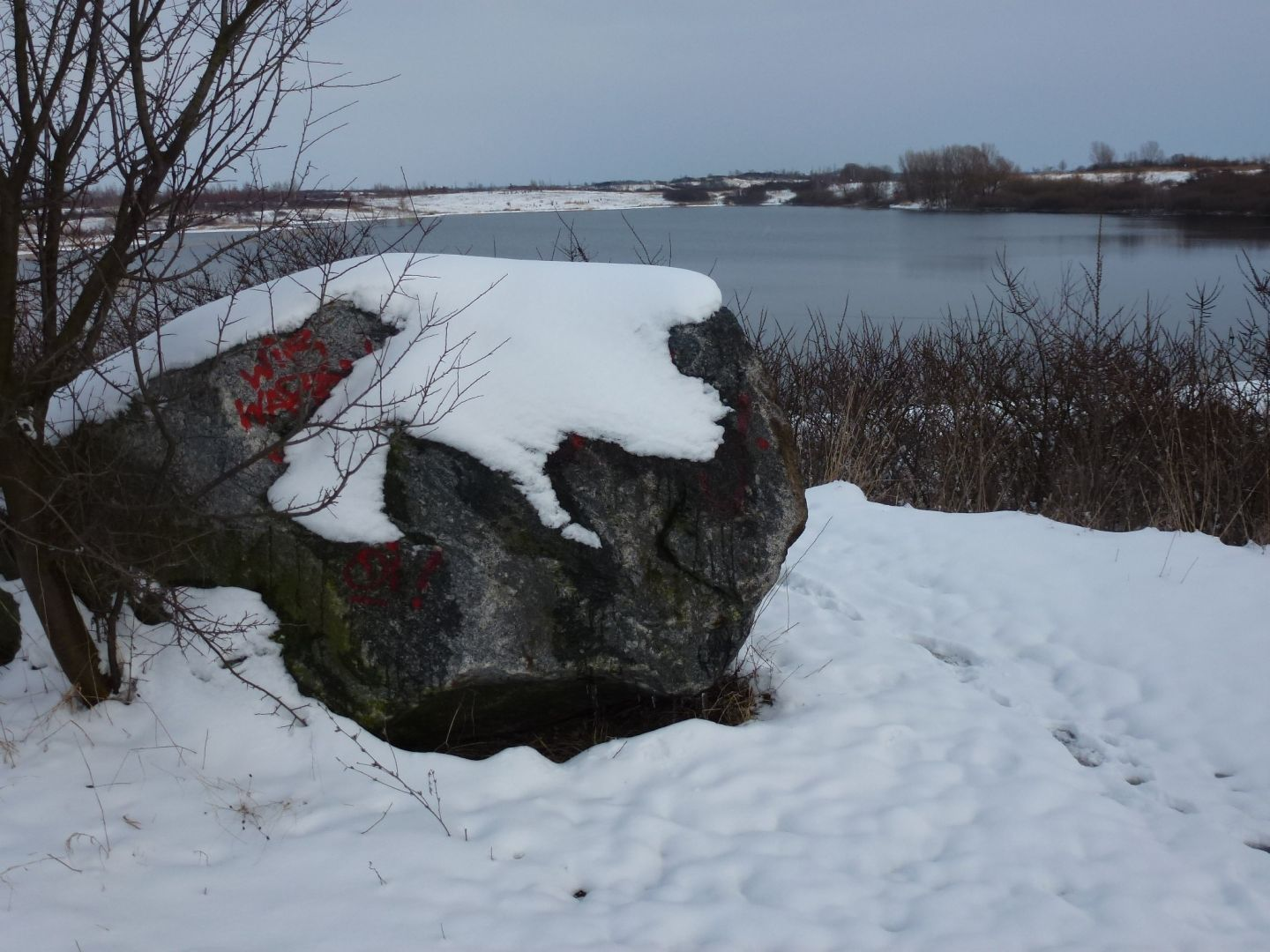

51°28′11″N 12°16′57″E / 51.46972°N 12.28250°E
茨沃豪湖（德語：Zwochauer See），是德國的湖泊，位於該國東部，由薩克森自由州負責管轄，面積0.12平方公里，海拔高度101米，平均水深7.5米，最大水深18.7米，水體容量140萬立方米，湖岸線長度1.5公里。